# شيلي جنسن
شيلي جنسن (بالإنجليزية: Shelley Jensen)‏ هو مخرج أمريكي، ولد في القرن العشرين.

## وصلات خارجية
- شيلي جنسن على موقع IMDb (الإنجليزية)
- شيلي جنسن على موقع قاعدة بيانات الفيلم (الإنجليزية)